# Wereldkampioenschap voetbal onder 20 - 2017
Het Wereldkampioenschap voetbal onder 20 van 2017 was de 21e editie van het Wereldkampioenschap voetbal mannen onder 20, een tweejaarlijks FIFA-toernooi voor nationale ploegen van spelers onder de 20 jaar. 24 landen namen deel aan dit toernooi dat van 20 mei tot en met 11 juni in Zuid-Korea werd gespeeld. Engeland werd voor de eerste keer winnaar van het toernooi.
In de finale werd Venezuela met 1–0 verslagen, de enige goal werd gescoord door Dominic Calvert-Lewin. Het was voor beide landen de eerste keer dat ze de finale bereikten. Italië werd derde.

## Kwalificatie
Zuid-Korea was als gastland automatisch gekwalificeerd voor het hoofdtoernooi. De andere 23 teams speelden in continentale kampioenschappen om een plek op het hoofdtoernooi. De elftallen van Vietnam en Vanuatu kwalificeerden zich voor de eerste keer voor dit toernooi en maken dus hun debuut.
| Confederatie                                   | Kwalificatietoernooi                                                                         | Gekwalificeerde landen                       |
| ---------------------------------------------- | -------------------------------------------------------------------------------------------- | -------------------------------------------- |
| AFC (Azië)                                     | Aziatisch kampioenschap voetbal onder 19 - 2016 Bahrein, 13–30 oktober 2016                  | Iran Japan Saoedi-Arabië Vietnam             |
| CAF (Afrika)                                   | Afrikaans kampioenschap voetbal onder 20 - 2017 Zambia, 26 februari – 12 maart 2017          | Guinee Senegal Zuid-Afrika Zambia            |
| CONCACAF (Noord, Centraal-Amerika & Caribbean) | CONCACAF-kampioenschap voetbal onder 20 - 2017 Costa Rica, 17 februari – 5 maart 2017        | Costa Rica Honduras Mexico Verenigde Staten  |
| CONMEBOL (Zuid-Amerika)                        | Zuid-Amerikaans kampioenschap voetbal onder 20 - 2017 Ecuador, 18 januari – 11 februari 2017 | Argentinië Ecuador Uruguay Venezuela         |
| OFC (Oceanië)                                  | Oceanisch kampioenschap voetbal onder 19 - 2016 Vanuatu, 3–17 september 2016                 | Nieuw-Zeeland Vanuatu                        |
| UEFA (Europa)                                  | Europees kampioenschap voetbal mannen onder 19 - 2016 Duitsland, 11–24 juli 2016             | Engeland Frankrijk Duitsland Italië Portugal |
| Gastland                                       | Gastland                                                                                     | Zuid-Korea                                   |

## Stadions
| Cheonan                                     | Incheon                                       | Seogwipo                                  | · Cheonan Incheon Daejeon Jeonju Suwon Seogwipo |
| ------------------------------------------- | --------------------------------------------- | ----------------------------------------- | ----------------------------------------------- |
| Cheonanstadion Capaciteit: 25.814           | Voetbalstadion van Incheon Capaciteit: 19.649 | Jeju World Cupstadion Capaciteit: 29.246  | · Cheonan Incheon Daejeon Jeonju Suwon Seogwipo |
|                                             |                                               |                                           | · Cheonan Incheon Daejeon Jeonju Suwon Seogwipo |
| Daejeon                                     | Jeonju                                        | Suwon                                     | · Cheonan Incheon Daejeon Jeonju Suwon Seogwipo |
| Daejeon World Cupstadion Capaciteit: 39.654 | Jeonju World Cupstadion Capaciteit: 41.785    | Suwon World Cupstadion Capaciteit: 42.655 | · Cheonan Incheon Daejeon Jeonju Suwon Seogwipo |
|                                             |                                               |                                           | · Cheonan Incheon Daejeon Jeonju Suwon Seogwipo |

## Scheidsrechters
In totaal waren 22 scheidsrechters'drietallen', een scheidsrechter met twee vaste assistent scheidsrechters, 5 extra scheidsrechters en 21 videoscheidsrechters (VAR) voor dit toernooi geselecteerd. Het was de eerste keer dat er bij een FIFA-toernooi, waarbij er onder een bepaalde leeftijd gespeeld wordt, de VAR aanwezig was.
| Confederatie | Scheidsrechter                | Assistent scheidsrechter                                                                        | Extra scheidsrechter             | Videoscheidsrechter |
| ------------ | ----------------------------- | ----------------------------------------------------------------------------------------------- | -------------------------------- | --- |
| AFC          | Abdulrahman Al-Jassim (Qatar) | Taleb Al-Marri (Qatar) Saud Al-Maqaleh (Qatar)                                                  | Ahmed Al-Kaf (Oman)              | Muhammad Taqi Aljaafari (Singapore) Ryuji Sato (Japan) Nawaf Shukralla (Bahrein) |
| AFC          | Abdulla Hassan Mohamed (UAE)  | Mohamed Al-Hammadi (Verenigde Arabische Emiraten) Hasan Al-Mahri (Verenigde Arabische Emiraten) | Ahmed Al-Kaf (Oman)              | Muhammad Taqi Aljaafari (Singapore) Ryuji Sato (Japan) Nawaf Shukralla (Bahrein) |
| AFC          | Kim Jong-hyeok (Zuid-Korea)   | Yoon Kwang-yeol (Zuid-Korea) Kim Young-ha (Zuid-Korea)                                          | Ahmed Al-Kaf (Oman)              | Muhammad Taqi Aljaafari (Singapore) Ryuji Sato (Japan) Nawaf Shukralla (Bahrein) |
| CAF          | Sidi Alioum (Kameroen)        | Evarist Menkouande (Kameroen) Elvis Guy Noupue Nguegoue (Kameroen)                              | Bamlak Tessema Weyesa (Ethiopië) | Mehdi Abid Charef (Algerije) Malang Diedhiou (Senegal) Eric Otogo-Castane (Gabon) |
| CAF          | Ghead Grisha (Egypte)         | Redouane Achik (Marokko) Waleed Ahmed (Soedan)                                                  | Bamlak Tessema Weyesa (Ethiopië) | Mehdi Abid Charef (Algerije) Malang Diedhiou (Senegal) Eric Otogo-Castane (Gabon) |
| CAF          | Janny Sikazwe (Zambia)        | Jerson dos Santos (Angola) Zakhele Siwela (Zuid-Afrika)                                         | Bamlak Tessema Weyesa (Ethiopië) | Mehdi Abid Charef (Algerije) Malang Diedhiou (Senegal) Eric Otogo-Castane (Gabon) |
| CONCACAF     | Joel Aguilar (El Salvador)    | Juan Zumba (El Salvador) William Torres (El Salvador)                                           | Yadel Martínez (Cuba)            | Roberto García (Mexico) Ricardo Montero (Costa Rica) John Pitti (Panama) |
| CONCACAF     | Walter López (Guatemala)      | Gerson López (Guatemala) Hermenerito Leal (Guatemala)                                           | Yadel Martínez (Cuba)            | Roberto García (Mexico) Ricardo Montero (Costa Rica) John Pitti (Panama) |
| CONCACAF     | César Ramos (Mexico)          | Marvin Torrentera (Mexico) Miguel Hernández (Mexico)                                            | Yadel Martínez (Cuba)            | Roberto García (Mexico) Ricardo Montero (Costa Rica) John Pitti (Panama) |
| CONMEBOL     | Julio Bascuñán (Chili)        | Carlos Astroza (Chili) Christian Schiemann (Chili)                                              | Mario Díaz de Vivar (Paraguay)   | José Argote (Venezuela) Wilton Sampaio (Brazilië) Gery Vargas (Bolivia) Mauro Vigliano (Argentinië)                                                                                                  |
| CONMEBOL     | Andrés Cunha (Uruguay)        | Nicolás Taran (Uruguay) Mauricio Espinosa (Uruguay)                                             | Mario Díaz de Vivar (Paraguay)   | José Argote (Venezuela) Wilton Sampaio (Brazilië) Gery Vargas (Bolivia) Mauro Vigliano (Argentinië)                                                                                                  |
| CONMEBOL     | Diego Haro (Peru)             | Jonny Bossio (Peru) Raúl López (Peru)                                                           | Mario Díaz de Vivar (Paraguay)   | José Argote (Venezuela) Wilton Sampaio (Brazilië) Gery Vargas (Bolivia) Mauro Vigliano (Argentinië)                                                                                                  |
| CONMEBOL     | Roddy Zambrano (Ecuador)      | Christian Lescano (Ecuador) Byron Romero (Ecuador)                                              | Mario Díaz de Vivar (Paraguay)   | José Argote (Venezuela) Wilton Sampaio (Brazilië) Gery Vargas (Bolivia) Mauro Vigliano (Argentinië)                                                                                                  |
| OFC          | Matt Conger (Nieuw-Zeeland)   | Simon Lount (Nieuw-Zeeland) Tevita Makasini (Tonga)                                             | —                                | Nick Waldron (Nieuw-Zeeland) |
| OFC          | Norbert Hauata (Tahiti)       | Phillippe Revel (Tahiti) Bertrand Brial (Nieuw-Caledonië)                                       | —                                | Nick Waldron (Nieuw-Zeeland) |
| UEFA         | Cüneyt Çakır (Turkije)        | Bahattin Duran (Turkije) Tarık Ongun (Turkije)                                                  | Ivan Kružliak (Slowakije)        | William Collum (Schotland) Pavel Královec (Tsjechië) Danny Makkelie (Nederland) Svein Oddvar Moen (Noorwegen) Daniele Orsato (Italië) Anastasios Sidiropoulos (Griekenland) Felix Zwayer (Duitsland) |
| UEFA         | Jonas Eriksson (Zweden)       | Mathias Klasenius (Zweden) Daniel Wärnmark (Zweden)                                             | Ivan Kružliak (Slowakije)        | William Collum (Schotland) Pavel Královec (Tsjechië) Danny Makkelie (Nederland) Svein Oddvar Moen (Noorwegen) Daniele Orsato (Italië) Anastasios Sidiropoulos (Griekenland) Felix Zwayer (Duitsland) |
| UEFA         | Sergej Karasjov (Rusland)     | Anton Averyanov (Rusland) Tikhon Kalugin (Rusland)                                              | Ivan Kružliak (Slowakije)        | William Collum (Schotland) Pavel Královec (Tsjechië) Danny Makkelie (Nederland) Svein Oddvar Moen (Noorwegen) Daniele Orsato (Italië) Anastasios Sidiropoulos (Griekenland) Felix Zwayer (Duitsland) |
| UEFA         | Viktor Kassai (Hongarije)     | György Ring (Hongarije) Vencel Tóth (Hongarije)                                                 | Ivan Kružliak (Slowakije)        | William Collum (Schotland) Pavel Královec (Tsjechië) Danny Makkelie (Nederland) Svein Oddvar Moen (Noorwegen) Daniele Orsato (Italië) Anastasios Sidiropoulos (Griekenland) Felix Zwayer (Duitsland) |
| UEFA         | Björn Kuipers (Nederland)     | Sander van Roekel (Nederland) Erwin Zeinstra (Nederland)                                        | Ivan Kružliak (Slowakije)        | William Collum (Schotland) Pavel Královec (Tsjechië) Danny Makkelie (Nederland) Svein Oddvar Moen (Noorwegen) Daniele Orsato (Italië) Anastasios Sidiropoulos (Griekenland) Felix Zwayer (Duitsland) |
| UEFA         | Szymon Marciniak (Polen)      | Paweł Sokolnicki (Polen) Tomasz Listkiewicz (Polen)                                             | Ivan Kružliak (Slowakije)        | William Collum (Schotland) Pavel Královec (Tsjechië) Danny Makkelie (Nederland) Svein Oddvar Moen (Noorwegen) Daniele Orsato (Italië) Anastasios Sidiropoulos (Griekenland) Felix Zwayer (Duitsland) |
| UEFA         | Antonio Mateu Lahoz (Spanje)  | Pau Cebrián Devis (Spanje) Roberto Díaz Pérez (Spanje)                                          | Ivan Kružliak (Slowakije)        | William Collum (Schotland) Pavel Královec (Tsjechië) Danny Makkelie (Nederland) Svein Oddvar Moen (Noorwegen) Daniele Orsato (Italië) Anastasios Sidiropoulos (Griekenland) Felix Zwayer (Duitsland) |

## Loting
De loting werd gehouden op 15 maart 2017 om 15:00 (UTC+9) in het Suwon Artrium in Suwon, Zuid-Korea. Bij de loting waren twee Argentijnse spelers die ooit zelf dit toernooi wonnen aanwezig, Diego Maradona and Pablo Aimar. Ook de Zuid-Koreaanse rapper Choi Min-ho was bij de loting. De landen werden voor de loting verdeeld in 4 potten. In pot 1 werden de sterkste landen geplaatst en in pot 4 de minst sterke. Dit werd bepaald op basis van de resultaten van de laatste wereldkampioenschappen onder de 20 jaar. Hoe meer recenter het toernooi hoe zwaarder het resultaat meewoog. De 24 teams werden bij de loting verdeeld in zes groepen van ieder vier landen. Teams uit hetzelfde continent konden niet tegen elkaar loten in de groepsfase. Het gastland werd automatisch op plek A1 gezet, zodat dit land de openingswedstrijd zou spelen.
| Pot 1                                                            | Pot 2                                                    | Pot 3                                                   | Pot 4                                           |
| ---------------------------------------------------------------- | -------------------------------------------------------- | ------------------------------------------------------- | ----------------------------------------------- |
| Zuid-Korea Portugal Uruguay Frankrijk Verenigde Staten Duitsland | Mexico Argentinië Nieuw-Zeeland Senegal Japan Costa Rica | Zambia Honduras Engeland Saoedi-Arabië Italië Venezuela | Ecuador Zuid-Afrika Iran Vietnam Guinee Vanuatu |

## Groepsfase
Beslissingscriteria
De winnaars en nummers twee van iedere groep plaatsen zich in ieder geval voor de knock-outfase. De vier beste nummers 3 plaatsen zich ook. Om de eindstand in de poule te bepalen gelden de volgende regels:
1. Punten behaald in alle groepswedstrijden;
2. Doelsaldo van alle groepswedstrijden;
3. Aantal doelpunten gescoord in alle groepswedstrijden;

Als er daarna nog steeds een aantal teams gelijk staan gelden de volgende regels:
1. Aantal punten behaald in de wedstrijden tussen de teams die gelijk zijn geëindigd;
2. Het doelsaldo van de wedstrijden tussen de teams die gelijk zijn geëindigd;
3. Aantal doelpunten gescoord in de wedstrijden tussen de teams die gelijk zijn geëindigd;
4. Fairplayklassement (gele kaart –1, indirecte rode kaart –3, directe rode kaart –4, gele en direct rode kaart –5)
5. Loting

### Groep A
| Pos. | Land       | GW | W | G | V | DV | DT | +/− | Ptn. |
| ---- | ---------- | -- | - | - | - | -- | -- | --- | ---- |
| 1    | Engeland   | 3  | 2 | 1 | 0 | 5  | 1  | +4  | 7    |
| 2    | Zuid-Korea | 3  | 2 | 0 | 1 | 5  | 2  | +3  | 6    |
| 3    | Argentinië | 3  | 1 | 0 | 2 | 6  | 5  | +1  | 3    |
| 4    | Guinee     | 3  | 0 | 1 | 2 | 1  | 9  | –8  | 1    |

|                           |            |                                                      |          |                                                                                                   |
| 20 mei 2017 16:30 (UTC+9) | Argentinië | 0–3                                                  | Engeland | Jeonju World Cupstadion, Jeonju Toeschouwers: 15.510 Scheidsrechter: Abdulla Hassan Mohamed (UAE) |
| 20 mei 2017 16:30 (UTC+9) |            | Calvert-Lewin 38' Armstrong 52' Solanke 90+3' (pen.) |          | Jeonju World Cupstadion, Jeonju Toeschouwers: 15.510 Scheidsrechter: Abdulla Hassan Mohamed (UAE) |

|                           |                                                       |     |        |                                                                                           |
| 20 mei 2017 20:00 (UTC+9) | Zuid-Korea                                            | 3–0 | Guinee | Jeonju World Cupstadion, Jeonju Toeschouwers: 37.500 Scheidsrechter: Julio Bascuñán (CHI) |
| 20 mei 2017 20:00 (UTC+9) | Lee Seung-woo 36' Lim Min-hyeok 76' Paik Seung-ho 81' |     |        | Jeonju World Cupstadion, Jeonju Toeschouwers: 37.500 Scheidsrechter: Julio Bascuñán (CHI) |

|                           |          |     |                   |                                                                                        |
| 23 mei 2017 17:00 (UTC+9) | Engeland | 1–1 | Guinee            | Jeonju World Cupstadion, Jeonju Toeschouwers: 5.992 Scheidsrechter: Joel Aguilar (SLV) |
| 23 mei 2017 17:00 (UTC+9) | Cook 53' |     | Tomori 59' (e.d.) | Jeonju World Cupstadion, Jeonju Toeschouwers: 5.992 Scheidsrechter: Joel Aguilar (SLV) |

|                           |                                            |     |            |                                                                                         |
| 23 mei 2017 20:00 (UTC+9) | Zuid-Korea                                 | 2–1 | Argentinië | Jeonju World Cupstadion, Jeonju Toeschouwers: 27.058 Scheidsrechter: Cüneyt Çakır (TUR) |
| 23 mei 2017 20:00 (UTC+9) | Lee Seung-woo 18' Paik Seung-ho 42' (pen.) |     | Torres 50' | Jeonju World Cupstadion, Jeonju Toeschouwers: 27.058 Scheidsrechter: Cüneyt Çakır (TUR) |

|                           |            |     |            |                                                                                      |
| 26 mei 2017 20:00 (UTC+9) | Engeland   | 1–0 | Zuid-Korea | Suwon World Cupstadion, Suwon Toeschouwers: 35.279 Scheidsrechter: César Ramos (MEX) |
| 26 mei 2017 20:00 (UTC+9) | Dowell 56' |     |            | Suwon World Cupstadion, Suwon Toeschouwers: 35.279 Scheidsrechter: César Ramos (MEX) |

|                           |        |                                                         |            |                                                                                         |
| 26 mei 2017 20:00 (UTC+9) | Guinee | 0–5                                                     | Argentinië | Jeju World Cupstadion, Seogwipo Toeschouwers: 4.545 Scheidsrechter: Viktor Kassai (HUN) |
| 26 mei 2017 20:00 (UTC+9) |        | Torres 33' La. Martínez 43', 79' Zaracho 50' Senesi 74' |            | Jeju World Cupstadion, Seogwipo Toeschouwers: 4.545 Scheidsrechter: Viktor Kassai (HUN) |

### Groep B
| Pos. | Land      | GW | W | G | V | DV | DT | +/− | Ptn. |
| ---- | --------- | -- | - | - | - | -- | -- | --- | ---- |
| 1    | Venezuela | 3  | 3 | 0 | 0 | 10 | 0  | +10 | 9    |
| 2    | Mexico    | 3  | 1 | 1 | 1 | 3  | 3  | 0   | 4    |
| 3    | Duitsland | 3  | 1 | 1 | 1 | 3  | 4  | –1  | 4    |
| 4    | Vanuatu   | 3  | 0 | 0 | 3 | 4  | 13 | –9  | 0    |

|                           |                      |     |           |                                                                                          |
| 20 mei 2017 14:00 (UTC+9) | Venezuela            | 2–0 | Duitsland | Daejeon World Cupstadion, Daejeon Toeschouwers: 5.049 Scheidsrechter: Ghead Grisha (EGY) |
| 20 mei 2017 14:00 (UTC+9) | Peña 51' Córdova 54' |     |           | Daejeon World Cupstadion, Daejeon Toeschouwers: 5.049 Scheidsrechter: Ghead Grisha (EGY) |

|                           |                      |     |                                       |                                                                                             |
| 20 mei 2017 17:00 (UTC+9) | Vanuatu              | 2–3 | Mexico                                | Daejeon World Cupstadion, Daejeon Toeschouwers: 6.251 Scheidsrechter: Sergej Karasjov (RUS) |
| 20 mei 2017 17:00 (UTC+9) | Kalo 52' Wilkins 62' |     | Magaña 10' Cisneros 25' Álvarez 90+4' | Daejeon World Cupstadion, Daejeon Toeschouwers: 6.251 Scheidsrechter: Sergej Karasjov (RUS) |

|                           |                                                                                      |     |         |                                                                                            |
| 23 mei 2017 17:00 (UTC+9) | Venezuela                                                                            | 7–0 | Vanuatu | Daejeon World Cupstadion, Daejeon Toeschouwers: 1.495 Scheidsrechter: Kim Jong-hyeok (KOR) |
| 23 mei 2017 17:00 (UTC+9) | Velásquez 30' Córdova 42', 73' Peñaranda 46' Faríñez 56' (pen.) Hurtado 82' Sosa 89' |     |         | Daejeon World Cupstadion, Daejeon Toeschouwers: 1.495 Scheidsrechter: Kim Jong-hyeok (KOR) |

|                           |        |     |           |                                                                                           |
| 23 mei 2017 20:00 (UTC+9) | Mexico | 0–0 | Duitsland | Daejeon World Cupstadion, Daejeon Toeschouwers: 4.388 Scheidsrechter: Janny Sikazwe (ZAM) |
| 23 mei 2017 20:00 (UTC+9) |        |     |           | Daejeon World Cupstadion, Daejeon Toeschouwers: 4.388 Scheidsrechter: Janny Sikazwe (ZAM) |

|                           |        |             |           |                                                                                        |
| 26 mei 2017 17:00 (UTC+9) | Mexico | 0–1         | Venezuela | Suwon World Cupstadion, Suwon Toeschouwers: 5.040 Scheidsrechter: Jonas Eriksson (SWE) |
| 26 mei 2017 17:00 (UTC+9) |        | Córdova 33' |           | Suwon World Cupstadion, Suwon Toeschouwers: 5.040 Scheidsrechter: Jonas Eriksson (SWE) |

|                           |                              |     |               |                                                                                        |
| 26 mei 2017 17:00 (UTC+9) | Duitsland                    | 3–2 | Vanuatu       | Jeju World Cupstadion, Seogwipo Toeschouwers: 3.175 Scheidsrechter: Walter López (GUA) |
| 26 mei 2017 17:00 (UTC+9) | Badu 27' Reese 32' Iyoha 50' |     | Kalo 52', 77' | Jeju World Cupstadion, Seogwipo Toeschouwers: 3.175 Scheidsrechter: Walter López (GUA) |

### Groep C
| Pos. | Land       | GW | W | G | V | DV | DT | +/− | Ptn. |
| ---- | ---------- | -- | - | - | - | -- | -- | --- | ---- |
| 1    | Zambia     | 3  | 2 | 0 | 1 | 6  | 4  | +2  | 6    |
| 2    | Portugal   | 3  | 1 | 1 | 1 | 4  | 4  | 0   | 4    |
| 3    | Costa Rica | 3  | 1 | 1 | 1 | 2  | 2  | 0   | 4    |
| 4    | Iran       | 3  | 1 | 0 | 2 | 4  | 6  | –2  | 3    |

|                           |                            |     |              |                                                                                       |
| 21 mei 2017 14:00 (UTC+9) | Zambia                     | 2–1 | Portugal     | Jeju World Cupstadion, Seogwipo Toeschouwers: 4.356 Scheidsrechter: César Ramos (MEX) |
| 21 mei 2017 14:00 (UTC+9) | Chilufya 51' F. Sakala 76' |     | Hélder 90+1' | Jeju World Cupstadion, Seogwipo Toeschouwers: 4.356 Scheidsrechter: César Ramos (MEX) |

|                           |                |     |            |                                                                                          |
| 21 mei 2017 17:00 (UTC+9) | Iran           | 1–0 | Costa Rica | Jeju World Cupstadion, Seogwipo Toeschouwers: 4.896 Scheidsrechter: Jonas Eriksson (SWE) |
| 21 mei 2017 17:00 (UTC+9) | Mehdikhani 81' |     |            | Jeju World Cupstadion, Seogwipo Toeschouwers: 4.896 Scheidsrechter: Jonas Eriksson (SWE) |

|                           |                                               |     |                        |                                                                                               |
| 24 mei 2017 17:00 (UTC+9) | Zambia                                        | 4–2 | Iran                   | Jeju World Cupstadion, Seogwipo Toeschouwers: 2.060 Scheidsrechter: Antonio Mateu Lahoz (ESP) |
| 24 mei 2017 17:00 (UTC+9) | F. Sakala 54' Mwepu 59' E. Banda 65' Daka 71' |     | Shekari 7', 49' (pen.) | Jeju World Cupstadion, Seogwipo Toeschouwers: 2.060 Scheidsrechter: Antonio Mateu Lahoz (ESP) |

|                           |                  |     |                      |                                                                                                 |
| 24 mei 2017 20:00 (UTC+9) | Costa Rica       | 1–1 | Portugal             | Jeju World Cupstadion, Seogwipo Toeschouwers: 3.147 Scheidsrechter: Abdulrahman Al-Jassim (QAT) |
| 24 mei 2017 20:00 (UTC+9) | Marin 48' (pen.) |     | Gonçalves 32' (pen.) | Jeju World Cupstadion, Seogwipo Toeschouwers: 3.147 Scheidsrechter: Abdulrahman Al-Jassim (QAT) |

|                           |            |     |        |                                                                               |
| 27 mei 2017 17:00 (UTC+9) | Costa Rica | 1–0 | Zambia | Cheonanstadion, Cheonan Toeschouwers: 4.508 Scheidsrechter: Matt Conger (NZL) |
| 27 mei 2017 17:00 (UTC+9) | Daly 15'   |     |        | Cheonanstadion, Cheonan Toeschouwers: 4.508 Scheidsrechter: Matt Conger (NZL) |

|                           |                                 |     |            |                                                                                              |
| 27 mei 2017 17:00 (UTC+9) | Portugal                        | 2–1 | Iran       | Voetbalstadion van Incheon, Incheon Toeschouwers: 6.085 Scheidsrechter: Roddy Zambrano (ECU) |
| 27 mei 2017 17:00 (UTC+9) | Gonçalves 54' Taheri 86' (e.d.) |     | Shekari 4' | Voetbalstadion van Incheon, Incheon Toeschouwers: 6.085 Scheidsrechter: Roddy Zambrano (ECU) |

### Groep D
| Pos. | Land        | GW | W | G | V | DV | DT | +/− | Ptn. |
| ---- | ----------- | -- | - | - | - | -- | -- | --- | ---- |
| 1    | Uruguay     | 3  | 2 | 1 | 0 | 3  | 0  | +3  | 7    |
| 2    | Italië      | 3  | 1 | 1 | 1 | 4  | 3  | +1  | 4    |
| 3    | Japan       | 3  | 1 | 1 | 1 | 4  | 5  | –1  | 4    |
| 4    | Zuid-Afrika | 3  | 0 | 1 | 2 | 1  | 4  | –3  | 1    |

|                           |                    |     |                    |                                                                                     |
| 21 mei 2017 17:00 (UTC+9) | Zuid-Afrika        | 1–2 | Japan              | Suwon World Cupstadion, Suwon Toeschouwers: 8.091 Scheidsrechter: Matt Conger (NZL) |
| 21 mei 2017 17:00 (UTC+9) | Tomiyasu 7' (e.d.) |     | Ogawa 48' Doan 72' | Suwon World Cupstadion, Suwon Toeschouwers: 8.091 Scheidsrechter: Matt Conger (NZL) |

|                           |        |            |         |                                                                                      |
| 21 mei 2017 20:00 (UTC+9) | Italië | 0–1        | Uruguay | Suwon World Cupstadion, Suwon Toeschouwers: 9.128 Scheidsrechter: Walter López (GUA) |
| 21 mei 2017 20:00 (UTC+9) |        | Amaral 76' |         | Suwon World Cupstadion, Suwon Toeschouwers: 9.128 Scheidsrechter: Walter López (GUA) |

|                           |             |                                 |        |                                                                                        |
| 24 mei 2017 17:00 (UTC+9) | Zuid-Afrika | 0–2                             | Italië | Suwon World Cupstadion, Suwon Toeschouwers: 5.931 Scheidsrechter: Roddy Zambrano (ECU) |
| 24 mei 2017 17:00 (UTC+9) |             | Orsolini 23' (pen.) Favilli 57' |        | Suwon World Cupstadion, Suwon Toeschouwers: 5.931 Scheidsrechter: Roddy Zambrano (ECU) |

|                           |                                 |     |       |                                                                                          |
| 24 mei 2017 20:00 (UTC+9) | Uruguay                         | 2–0 | Japan | Suwon World Cupstadion, Suwon Toeschouwers: 7.978 Scheidsrechter: Szymon Marciniak (POL) |
| 24 mei 2017 20:00 (UTC+9) | Schiappacasse 38' Olivera 90+1' |     |       | Suwon World Cupstadion, Suwon Toeschouwers: 7.978 Scheidsrechter: Szymon Marciniak (POL) |

|                           |         |     |             |                                                                                               |
| 27 mei 2017 20:00 (UTC+9) | Uruguay | 0–0 | Zuid-Afrika | Voetbalstadion van Incheon, Incheon Toeschouwers: 7.707 Scheidsrechter: Sergej Karasjov (RUS) |
| 27 mei 2017 20:00 (UTC+9) |         |     |             | Voetbalstadion van Incheon, Incheon Toeschouwers: 7.707 Scheidsrechter: Sergej Karasjov (RUS) |

|                           |               |     |                       |                                                                                 |
| 27 mei 2017 20:00 (UTC+9) | Japan         | 2–2 | Italië                | Cheonanstadion, Cheonan Toeschouwers: 10.003 Scheidsrechter: Ghead Grisha (EGY) |
| 27 mei 2017 20:00 (UTC+9) | Doan 22', 50' |     | Orsolini 3' Panico 7' | Cheonanstadion, Cheonan Toeschouwers: 10.003 Scheidsrechter: Ghead Grisha (EGY) |

### Groep E
| Pos. | Land          | GW | W | G | V | DV | DT | +/− | Ptn. |
| ---- | ------------- | -- | - | - | - | -- | -- | --- | ---- |
| 1    | Frankrijk     | 3  | 3 | 0 | 0 | 9  | 0  | +9  | 9    |
| 2    | Nieuw-Zeeland | 3  | 1 | 1 | 1 | 3  | 3  | 0   | 4    |
| 3    | Honduras      | 3  | 1 | 0 | 2 | 3  | 6  | –3  | 3    |
| 4    | Vietnam       | 3  | 0 | 1 | 2 | 0  | 6  | –6  | 1    |

|                           |                                    |     |          |                                                                                |
| 22 mei 2017 17:00 (UTC+9) | Frankrijk                          | 3–0 | Honduras | Cheonanstadion, Cheonan Toeschouwers: 2.947 Scheidsrechter: Andrés Cunha (URU) |
| 22 mei 2017 17:00 (UTC+9) | Augustin 15' Harit 44' Terrier 81' |     |          | Cheonanstadion, Cheonan Toeschouwers: 2.947 Scheidsrechter: Andrés Cunha (URU) |

|                           |         |     |               |                                                                               |
| 22 mei 2017 20:00 (UTC+9) | Vietnam | 0–0 | Nieuw-Zeeland | Cheonanstadion, Cheonan Toeschouwers: 6.975 Scheidsrechter: Sidi Alioum (CMR) |
| 22 mei 2017 20:00 (UTC+9) |         |     |               | Cheonanstadion, Cheonan Toeschouwers: 6.975 Scheidsrechter: Sidi Alioum (CMR) |

|                           |                                       |     |         |                                                                                  |
| 25 mei 2017 17:00 (UTC+9) | Frankrijk                             | 4–0 | Vietnam | Cheonanstadion, Cheonan Toeschouwers: 4.672 Scheidsrechter: Norbert Hauata (TAH) |
| 25 mei 2017 17:00 (UTC+9) | Thuram 18' Augustin 22', 45' Poha 52' |     |         | Cheonanstadion, Cheonan Toeschouwers: 4.672 Scheidsrechter: Norbert Hauata (TAH) |

|                           |                                   |     |             |                                                                              |
| 25 mei 2017 20:00 (UTC+9) | Nieuw-Zeeland                     | 3–1 | Honduras    | Cheonanstadion, Cheonan Toeschouwers: 6.074 Scheidsrechter: Diego Haro (PER) |
| 25 mei 2017 20:00 (UTC+9) | Bevan 1', 56' (pen.) Ashworth 23' |     | Álvarez 50' | Cheonanstadion, Cheonan Toeschouwers: 6.074 Scheidsrechter: Diego Haro (PER) |

|                           |               |                        |           |                                                                                            |
| 28 mei 2017 15:00 (UTC+9) | Nieuw-Zeeland | 0–2                    | Frankrijk | Daejeon World Cupstadion, Daejeon Toeschouwers: 4.280 Scheidsrechter: Kim Jong-hyeok (KOR) |
| 28 mei 2017 15:00 (UTC+9) |               | Saint-Maximin 22', 37' |           | Daejeon World Cupstadion, Daejeon Toeschouwers: 4.280 Scheidsrechter: Kim Jong-hyeok (KOR) |

|                           |                        |     |         |                                                                                                   |
| 28 mei 2017 15:00 (UTC+9) | Honduras               | 2–0 | Vietnam | Jeonju World Cupstadion, Jeonju Toeschouwers: 10.427 Scheidsrechter: Abdulla Hassan Mohamed (UAE) |
| 28 mei 2017 15:00 (UTC+9) | Cruz 76' Álvarez 90+3' |     |         | Jeonju World Cupstadion, Jeonju Toeschouwers: 10.427 Scheidsrechter: Abdulla Hassan Mohamed (UAE) |

### Groep F
| Pos. | Land             | GW | W | G | V | DV | DT | +/− | Ptn. |
| ---- | ---------------- | -- | - | - | - | -- | -- | --- | ---- |
| 1    | Verenigde Staten | 3  | 1 | 2 | 0 | 5  | 4  | +1  | 5    |
| 2    | Senegal          | 3  | 1 | 1 | 1 | 2  | 1  | +1  | 4    |
| 3    | Saoedi-Arabië    | 3  | 1 | 1 | 1 | 3  | 4  | –1  | 4    |
| 4    | Ecuador          | 3  | 0 | 2 | 1 | 4  | 5  | –1  | 2    |

|                           |                         |     |                                    |                                                                                             |
| 22 mei 2017 17:00 (UTC+9) | Ecuador                 | 3–3 | Verenigde Staten                   | Voetbalstadion van Incheon, Incheon Toeschouwers: 3.886 Scheidsrechter: Björn Kuipers (NED) |
| 22 mei 2017 17:00 (UTC+9) | Lino 5' Cabezas 7', 64' |     | Sargent 36', 54' De la Torre 90+4' | Voetbalstadion van Incheon, Incheon Toeschouwers: 3.886 Scheidsrechter: Björn Kuipers (NED) |

|                           |               |                      |         |                                                                                             |
| 22 mei 2017 20:00 (UTC+9) | Saoedi-Arabië | 0–2                  | Senegal | Voetbalstadion van Incheon, Incheon Toeschouwers: 5.110 Scheidsrechter: Viktor Kassai (HUN) |
| 22 mei 2017 20:00 (UTC+9) |               | Niane 13' Diagne 15' |         | Voetbalstadion van Incheon, Incheon Toeschouwers: 5.110 Scheidsrechter: Viktor Kassai (HUN) |

|                           |             |     |                 |                                                                                           |
| 25 mei 2017 17:00 (UTC+9) | Ecuador     | 1–2 | Saoedi-Arabië   | Voetbalstadion van Incheon, Incheon Toeschouwers: 3.496 Scheidsrechter: Sidi Alioum (CMR) |
| 25 mei 2017 17:00 (UTC+9) | Caicedo 89' |     | Al-Yami 7', 84' | Voetbalstadion van Incheon, Incheon Toeschouwers: 3.496 Scheidsrechter: Sidi Alioum (CMR) |

|                           |         |             |                  |                                                                                            |
| 25 mei 2017 20:00 (UTC+9) | Senegal | 0–1         | Verenigde Staten | Voetbalstadion van Incheon, Incheon Toeschouwers: 5.864 Scheidsrechter: Andrés Cunha (URU) |
| 25 mei 2017 20:00 (UTC+9) |         | Sargent 34' |                  | Voetbalstadion van Incheon, Incheon Toeschouwers: 5.864 Scheidsrechter: Andrés Cunha (URU) |

|                           |         |     |         |                                                                                                |
| 28 mei 2017 18:00 (UTC+9) | Senegal | 0–0 | Ecuador | Jeonju World Cupstadion, Jeonju Toeschouwers: 11.047 Scheidsrechter: Antonio Mateu Lahoz (ESP) |
| 28 mei 2017 18:00 (UTC+9) |         |     |         | Jeonju World Cupstadion, Jeonju Toeschouwers: 11.047 Scheidsrechter: Antonio Mateu Lahoz (ESP) |

|                           |                  |     |               |                                                                                        |
| 28 mei 2017 18:00 (UTC+9) | Verenigde Staten | 1–1 | Saoedi-Arabië | Daejeon World Cupstadion, Daejeon Toeschouwers: 5.460 Scheidsrechter: Diego Haro (PER) |
| 28 mei 2017 18:00 (UTC+9) | Lennon 40'       |     | Al-Amri 74'   | Daejeon World Cupstadion, Daejeon Toeschouwers: 5.460 Scheidsrechter: Diego Haro (PER) |

## Knock-outfase
|  | Achtste finale    | Achtste finale   |                  |       | Kwartfinale  | Kwartfinale  |                 |                 | Halve finale | Halve finale |  |  | Finale | Finale |
|  |                   |                  |                  |       |              |              |                 |                 |              |              |  |  |        |        |
|  | 30 mei – Cheonan  |                  |                  |       |              |              |                 |                 |              |              |  |  |        |        |
|  |                   |                  |                  |       |              |              |                 |                 |              |              |  |  |        |        |
|  | Zuid-Korea        | 1                |                  |       |              |              |                 |                 |              |              |  |  |        |        |
|  | Zuid-Korea        | 1                | 4 juni – Daejeon |       |              |              |                 |                 |              |              |  |  |        |        |
|  | Portugal          | 3                |                  |       |              |              |                 |                 |              |              |  |  |        |        |
|  | Portugal          | 3                | Portugal         | 2 (4) |              |              |                 |                 |              |              |  |  |        |        |
|  | 31 mei – Suwon    |                  | Portugal         | 2 (4) |              |              |                 |                 |              |              |  |  |        |        |
|  |                   | Uruguay          | 2 (5)            |       |              |              |                 |                 |              |              |  |  |        |        |
|  | Uruguay           | Uruguay          | 2 (5)            | 1     |              |              |                 |                 |              |              |  |  |        |        |
|  | Uruguay           |                  | 8 juni – Daejeon | 1     |              |              |                 |                 |              |              |  |  |        |        |
|  | Saoedi-Arabië     | 0                |                  |       |              |              |                 |                 |              |              |  |  |        |        |
|  | Saoedi-Arabië     | 0                | Uruguay          | 1 (3) |              |              |                 |                 |              |              |  |  |        |        |
|  | 30 mei – Daejeon  |                  | Uruguay          | 1 (3) |              |              |                 |                 |              |              |  |  |        |        |
|  |                   | Venezuela        | 1 (4)            |       |              |              |                 |                 |              |              |  |  |        |        |
|  | Venezuela         | Venezuela        | 1 (4)            | 1     |              |              |                 |                 |              |              |  |  |        |        |
|  | Venezuela         | 4 juni – Jeonju  |                  | 1     |              |              |                 |                 |              |              |  |  |        |        |
|  | Japan             | 0                |                  |       |              |              |                 |                 |              |              |  |  |        |        |
|  | Japan             | 0                | Venezuela        | 2     |              |              |                 |                 |              |              |  |  |        |        |
|  | 1 juni – Incheon  |                  | Venezuela        | 2     |              |              |                 |                 |              |              |  |  |        |        |
|  |                   | Verenigde Staten | 1                |       |              |              |                 |                 |              |              |  |  |        |        |
|  | Verenigde Staten  | Verenigde Staten | 1                | 6     |              |              |                 |                 |              |              |  |  |        |        |
|  | Verenigde Staten  |                  | 11 juni – Suwon  | 6     |              |              |                 |                 |              |              |  |  |        |        |
|  | Nieuw-Zeeland     | 0                |                  |       |              |              |                 |                 |              |              |  |  |        |        |
|  | Nieuw-Zeeland     | 0                | Venezuela        | 0     |              |              |                 |                 |              |              |  |  |        |        |
|  | 1 juni – Cheonan  |                  | Venezuela        | 0     |              |              |                 |                 |              |              |  |  |        |        |
|  |                   | Engeland         | 1                |       |              |              |                 |                 |              |              |  |  |        |        |
|  | Frankrijk         | Engeland         | 1                | 1     |              |              |                 |                 |              |              |  |  |        |        |
|  | Frankrijk         | 5 juni – Suwon   |                  | 1     |              |              |                 |                 |              |              |  |  |        |        |
|  | Italië            | 2                |                  |       |              |              |                 |                 |              |              |  |  |        |        |
|  | Italië            | 2                | Italië           | 3     |              |              |                 |                 |              |              |  |  |        |        |
|  | 31 mei – Seogwipo |                  | Italië           | 3     |              |              |                 |                 |              |              |  |  |        |        |
|  |                   | Zambia           | 2                |       |              |              |                 |                 |              |              |  |  |        |        |
|  | Zambia            | Zambia           | 2                | 4     |              |              |                 |                 |              |              |  |  |        |        |
|  | Zambia            |                  | 8 juni – Jeonju  | 4     |              |              |                 |                 |              |              |  |  |        |        |
|  | Duitsland         | 3                |                  |       |              |              |                 |                 |              |              |  |  |        |        |
|  | Duitsland         | 3                | Italië           | 1     |              |              |                 |                 |              |              |  |  |        |        |
|  | 1 juni – Incheon  |                  | Italië           | 1     |              |              |                 |                 |              |              |  |  |        |        |
|  |                   | Engeland         | 3                |       | Derde plaats | Derde plaats |                 |                 |              |              |  |  |        |        |
|  | Mexico            | Engeland         | 3                | 1     | Derde plaats | Derde plaats |                 |                 |              |              |  |  |        |        |
|  | Mexico            | 5 juni – Cheonan | 5 juni – Cheonan | 1     |              |              | 11 juni – Suwon | 11 juni – Suwon |              |              |  |  |        |        |
|  | Senegal           | 5 juni – Cheonan | 5 juni – Cheonan | 0     |              |              | 11 juni – Suwon | 11 juni – Suwon |              |              |  |  |        |        |
|  | Senegal           | Mexico           | 0                | 0     | Uruguay      | 0 (1)        |                 |                 |              |              |  |  |        |        |
|  | 31 mei – Jeonju   | Mexico           | 0                |       | Uruguay      | 0 (1)        |                 |                 |              |              |  |  |        |        |
|  |                   | Engeland         | 1                |       | Italië       | 0 (4)        |                 |                 |              |              |  |  |        |        |
|  | Engeland          | Engeland         | 1                | 2     | Italië       | 0 (4)        |                 |                 |              |              |  |  |        |        |
|  | Engeland          |                  |                  | 2     |              |              |                 |                 |              |              |  |  |        |        |
|  | Costa Rica        | 1                |                  |       |              |              |                 |                 |              |              |  |  |        |        |
|  | Costa Rica        | 1                |                  |       |              |              |                 |                 |              |              |  |  |        |        |

### Achtste finale
|                           |              |            |       |                                                                                           |
| 30 mei 2017 17:00 (UTC+9) | Venezuela    | 1–0 (n.v.) | Japan | Daejeon World Cupstadion, Daejeon Toeschouwers: 2.013 Scheidsrechter: Björn Kuipers (NED) |
| 30 mei 2017 17:00 (UTC+9) | Herrera 108' |            |       | Daejeon World Cupstadion, Daejeon Toeschouwers: 2.013 Scheidsrechter: Björn Kuipers (NED) |

|                           |                   |     |                                |                                                                                 |
| 30 mei 2017 20:00 (UTC+9) | Zuid-Korea        | 1–3 | Portugal                       | Cheonanstadion, Cheonan Toeschouwers: 21.361 Scheidsrechter: Andrés Cunha (URU) |
| 30 mei 2017 20:00 (UTC+9) | Lee Sang-heon 81' |     | Xadas 10', 69' Bruno Costa 27' | Cheonanstadion, Cheonan Toeschouwers: 21.361 Scheidsrechter: Andrés Cunha (URU) |

|                           |                       |     |               |                                                                                       |
| 31 mei 2017 17:00 (UTC+9) | Uruguay               | 1–0 | Saoedi-Arabië | Suwon World Cupstadion, Suwon Toeschouwers: 2.522 Scheidsrechter: Janny Sikazwe (ZAM) |
| 31 mei 2017 17:00 (UTC+9) | De La Cruz 50' (pen.) |     |               | Suwon World Cupstadion, Suwon Toeschouwers: 2.522 Scheidsrechter: Janny Sikazwe (ZAM) |

|                           |                  |     |            |                                                                                          |
| 31 mei 2017 20:00 (UTC+9) | Engeland         | 2–1 | Costa Rica | Jeonju World Cupstadion, Jeonju Toeschouwers: 4.428 Scheidsrechter: Julio Bascuñán (CHI) |
| 31 mei 2017 20:00 (UTC+9) | Lookman 35', 63' |     | Leal 89'   | Jeonju World Cupstadion, Jeonju Toeschouwers: 4.428 Scheidsrechter: Julio Bascuñán (CHI) |

|                           |                                                   |            |                                    |                                                                                        |
| 31 mei 2017 20:00 (UTC+9) | Zambia                                            | 4–3 (n.v.) | Duitsland                          | Jeju World Cupstadion, Seogwipo Toeschouwers: 2.925 Scheidsrechter: Joel Aguilar (SLV) |
| 31 mei 2017 20:00 (UTC+9) | E. Banda 50' F. Sakala 68' Mwepu 86' Mayembe 107' |            | Ochs 37' Serdar 89' Arweiler 90+4' | Jeju World Cupstadion, Seogwipo Toeschouwers: 2.925 Scheidsrechter: Joel Aguilar (SLV) |

|                           |              |     |         |                                                                                            |
| 1 juli 2017 16:30 (UTC+9) | Mexico       | 1–0 | Senegal | Voetbalstadion van Incheon, Incheon Toeschouwers: 3.276 Scheidsrechter: Cüneyt Çakır (TUR) |
| 1 juli 2017 16:30 (UTC+9) | Cisneros 89' |     |         | Voetbalstadion van Incheon, Incheon Toeschouwers: 3.276 Scheidsrechter: Cüneyt Çakır (TUR) |

|                           |                     |     |                         |                                                                                    |
| 1 juli 2017 20:00 (UTC+9) | Frankrijk           | 1–2 | Italië                  | Cheonanstadion, Cheonan Toeschouwers: 3.321 Scheidsrechter: Szymon Marciniak (POL) |
| 1 juli 2017 20:00 (UTC+9) | Augustin 37' (pen.) |     | Orsolini 27' Panico 53' | Cheonanstadion, Cheonan Toeschouwers: 3.321 Scheidsrechter: Szymon Marciniak (POL) |

|                           |                                                                     |     |               | |
| 1 juli 2017 20:00 (UTC+9) | Verenigde Staten                                                    | 6–0 | Nieuw-Zeeland | Voetbalstadion van Incheon, Incheon Toeschouwers: 5.667 Scheidsrechter: Abdulrahman Al-Jassim (QAT) |
| 1 juli 2017 20:00 (UTC+9) | Sargent 32' Ebobisse 64' Lennon 65' Glad 76' Trusty 84' Kunga 90+3' |     |               | Voetbalstadion van Incheon, Incheon Toeschouwers: 5.667 Scheidsrechter: Abdulrahman Al-Jassim (QAT) |

### Kwartfinale
|                           |                              |            |                  |                                                                                          |
| 4 juli 2017 15:00 (UTC+9) | Venezuela                    | 2–1 (n.v.) | Verenigde Staten | Jeonju World Cupstadion, Jeonju Toeschouwers: 2.671 Scheidsrechter: Jonas Eriksson (SWE) |
| 4 juli 2017 15:00 (UTC+9) | Peñaranda 96' Ferraresi 115' |            | Ebobisse 117'    | Jeonju World Cupstadion, Jeonju Toeschouwers: 2.671 Scheidsrechter: Jonas Eriksson (SWE) |

|                           |                                                  |            |                                                      |                                                                                         |
| 4 juli 2017 18:00 (UTC+9) | Portugal                                         | 2–2 (n.v.) | Uruguay                                              | Daejeon World Cupstadion, Daejeon Toeschouwers: 5.086 Scheidsrechter: César Ramos (MEX) |
| 4 juli 2017 18:00 (UTC+9) | Silva 1' Gonçalves 41'                           |            | Bueno 16' Valverde 50' (pen.)                        | Daejeon World Cupstadion, Daejeon Toeschouwers: 5.086 Scheidsrechter: César Ramos (MEX) |
| 4 juli 2017 18:00 (UTC+9) | Strafschoppen                                    |            |                                                      | Daejeon World Cupstadion, Daejeon Toeschouwers: 5.086 Scheidsrechter: César Ramos (MEX) |
| 4 juli 2017 18:00 (UTC+9) | R. Dias Dalot Xadas Gedson Pepê Gomes A. Ribeiro | 4–5        | Valverde Rodríguez Canobbio Ardaiz Amaral Viña Bueno | Daejeon World Cupstadion, Daejeon Toeschouwers: 5.086 Scheidsrechter: César Ramos (MEX) |

|                           |                                    |            |                    |                                                                                        |
| 5 juli 2017 17:00 (UTC+9) | Italië                             | 3–2 (n.v.) | Zambia             | Suwon World Cupstadion, Suwon Toeschouwers: 6.252 Scheidsrechter: Roddy Zambrano (ECU) |
| 5 juli 2017 17:00 (UTC+9) | Orsolini 50' Dimarco 88' Vido 111' |            | Daka 4' Sakala 84' | Suwon World Cupstadion, Suwon Toeschouwers: 6.252 Scheidsrechter: Roddy Zambrano (ECU) |

|                           |        |             |          |                                                                                          |
| 5 juli 2017 20:00 (UTC+9) | Mexico | 0–1         | Engeland | Cheonanstadion, Cheonan Toeschouwers: 5.953 Scheidsrechter: Abdulla Hassan Mohamed (UAE) |
| 5 juli 2017 20:00 (UTC+9) |        | Solanke 47' |          | Cheonanstadion, Cheonan Toeschouwers: 5.953 Scheidsrechter: Abdulla Hassan Mohamed (UAE) |

### Halve finale
|                           |                                                  |            |                                             |                                                                                              |
| 8 juli 2017 17:00 (UTC+9) | Uruguay                                          | 1–1 (n.v.) | Venezuela                                   | Daejeon World Cupstadion, Daejeon Toeschouwers: 3.486 Scheidsrechter: Szymon Marciniak (POL) |
| 8 juli 2017 17:00 (UTC+9) | De La Cruz 49' (pen.)                            |            | Sosa 90+1'                                  | Daejeon World Cupstadion, Daejeon Toeschouwers: 3.486 Scheidsrechter: Szymon Marciniak (POL) |
| 8 juli 2017 17:00 (UTC+9) | Strafschoppen                                    |            |                                             | Daejeon World Cupstadion, Daejeon Toeschouwers: 3.486 Scheidsrechter: Szymon Marciniak (POL) |
| 8 juli 2017 17:00 (UTC+9) | Valverde Rodríguez Canobbio Bentancur De La Cruz | 3–4        | Peñaranda Sosa R. Hernández Soteldo Herrera | Daejeon World Cupstadion, Daejeon Toeschouwers: 3.486 Scheidsrechter: Szymon Marciniak (POL) |

|                           |             |     |                              |                                                                                               |
| 8 juli 2017 20:00 (UTC+9) | Italië      | 1–3 | Engeland                     | Jeonju World Cupstadion, Jeonju Toeschouwers: 5.329 Scheidsrechter: Antonio Mateu Lahoz (ESP) |
| 8 juli 2017 20:00 (UTC+9) | Orsolini 2' |     | Solanke 66', 88' Lookman 77' | Jeonju World Cupstadion, Jeonju Toeschouwers: 5.329 Scheidsrechter: Antonio Mateu Lahoz (ESP) |

### Troostfinale
|                            |                         |            |                                  |                                                                                      |
| 11 juli 2017 15:30 (UTC+9) | Uruguay                 | 0–0 (n.v.) | Italië                           | Suwon World Cupstadion, Suwon Toeschouwers: 10.749 Scheidsrechter: César Ramos (MEX) |
| 11 juli 2017 15:30 (UTC+9) |                         |            |                                  | Suwon World Cupstadion, Suwon Toeschouwers: 10.749 Scheidsrechter: César Ramos (MEX) |
| 11 juli 2017 15:30 (UTC+9) | Strafschoppen           |            |                                  | Suwon World Cupstadion, Suwon Toeschouwers: 10.749 Scheidsrechter: César Ramos (MEX) |
| 11 juli 2017 15:30 (UTC+9) | Valverde Amaral Boselli | 1–4        | Vido Marchizza Mandragora Panico | Suwon World Cupstadion, Suwon Toeschouwers: 10.749 Scheidsrechter: César Ramos (MEX) |

### Finale
|                            |           |                   |          |                                                                                        |
| 11 juli 2017 19:00 (UTC+9) | Venezuela | 0–1               | Engeland | Suwon World Cupstadion, Suwon Toeschouwers: 30.346 Scheidsrechter: Björn Kuipers (NED) |
| 11 juli 2017 19:00 (UTC+9) |           | Calvert-Lewin 35' |          | Suwon World Cupstadion, Suwon Toeschouwers: 30.346 Scheidsrechter: Björn Kuipers (NED) |

## Doelpuntenmakers
5 doelpunten
- Riccardo Orsolini

4 doelpunten
- Dominic Solanke
- Jean-Kévin Augustin
- Josh Sargent
- Sergio Córdova
- Fashion Sakala

3 doelpunten
- Ademola Lookman
- Reza Shekari
- Ritsu Doan
- Diogo Gonçalves
- Bong Kalo

2 doelpunten
- Lautaro Martínez
- Marcelo Torres
- Bryan Cabezas
- Dominic Calvert-Lewin
- Allan Saint-Maximin
- Jorge Álvarez
- Giuseppe Panico
- Lee Seung-woo
- Paik Seung-ho
- Ronaldo Cisneros
- Myer Bevan
- Xadas
- Abdulrahman Al-Yami
- Jeremy Ebobisse
- Brooks Lennon
- Nicolás De La Cruz
- Adalberto Peñaranda
- Samuel Sosa
- Emmanuel Banda
- Patson Daka
- Enock Mwepu

1 doelpunt
- Marcos Senesi
- Federico Zaracho
- Jostin Daly
- Randall Leal
- Jimmy Marin
- Jordy Caicedo
- Hernan Lino
- Adam Armstrong
- Lewis Cook
- Kieran Dowell
- Amine Harit
- Denis-Will Poha
- Martin Terrier
- Marcus Thuram
- Jonas Arweiler
- Kentu Malcolm Badu
- Emmanuel Iyoha
- Philipp Ochs
- Fabian Reese
- Suat Serdar
- Sendel Cruz
- Mehdi Mehdikhani
- Federico Dimarco
- Andrea Favilli
- Luca Vido
- Koki Ogawa
- Lim Min-hyeok
- Lee Sang-heon
- Edson Álvarez
- Kevin Magaña
- Hunter Ashworth
- Bruno Costa
- Hélder Ferreira
- Xande Silva
- Abdulelah Alamri
- Ousseynou Diagne
- Ibrahima Niane
- Luca de la Torre
- Justen Glad
- Lagos Kunga
- Auston Trusty
- Ronaldo Wilkins
- Rodrigo Amaral
- Santiago Bueno
- Mathías Olivera
- Nicolás Schiappacasse
- Federico Valverde
- Nahuel Ferraresi
- Yangel Herrera
- Wuilker Faríñez
- Jan Carlos Hurtado
- Ronaldo Peña
- Williams Velásquez
- Edward Chilufya
- Shemmy Mayembe

Eigen doelpunt
- Fikayo Tomori (tegen Guinee)
- Nima Taheri (tegen Portugal)
- Takehiro Tomiyasu (tegen Zuid-Afrika)

## Toernooiranglijst

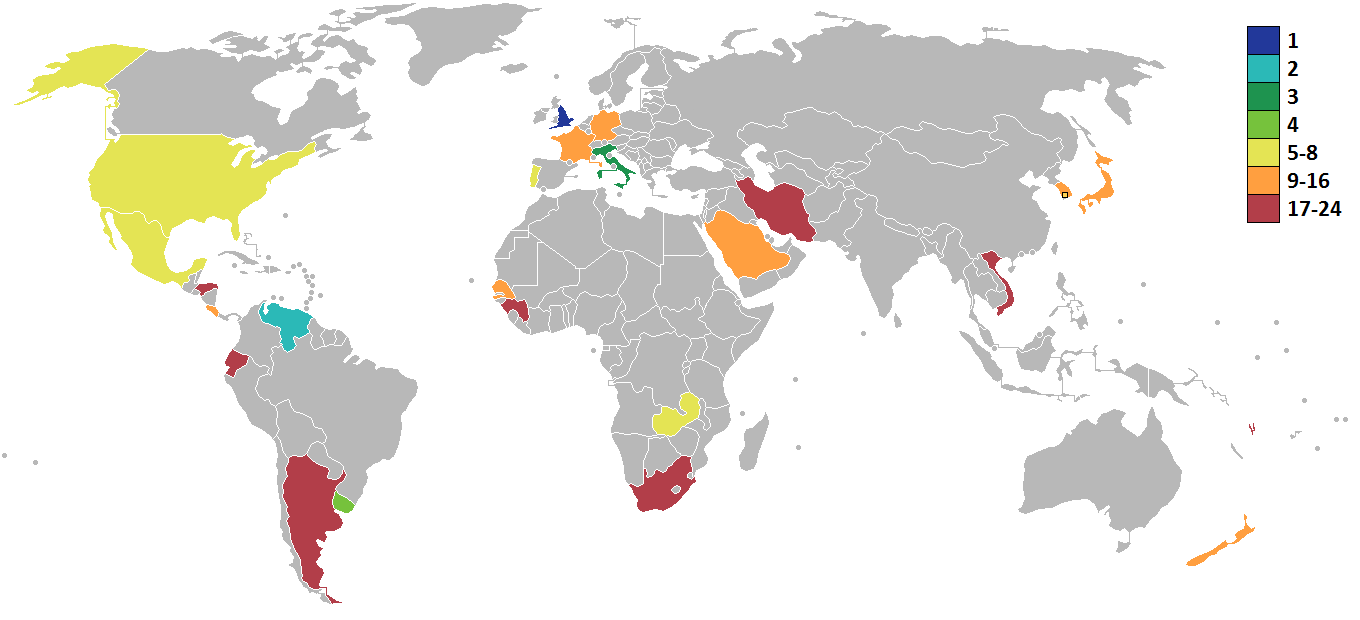
Deelnemende landen met hun prestatie.

In onderstaand schema telt winst na strafschoppen als een gelijkspel.
| Plaats                              | Land             | GW | Win | Gel | Ver | DV | DT | +/- | Pnt |
| ----------------------------------- | ---------------- | -- | --- | --- | --- | -- | -- | --- | --- |
| 1                                   | Engeland         | 7  | 6   | 1   | 0   | 12 | 3  | +9  | 19  |
| 2                                   | Venezuela        | 7  | 5   | 1   | 1   | 14 | 13 | +11 | 16  |
| 3                                   | Italië           | 7  | 3   | 2   | 2   | 10 | 9  | +1  | 11  |
| 4                                   | Uruguay          | 7  | 3   | 4   | 0   | 7  | 3  | +4  | 13  |
| Uitgeschakeld in de Kwartfinales    |                  |    |     |     |     |    |    |     |     |
| 5                                   | Zambia           | 5  | 3   | 0   | 2   | 12 | 10 | +2  | 9   |
| 6                                   | Verenigde Staten | 5  | 2   | 2   | 1   | 12 | 6  | +6  | 8   |
| 7                                   | Portugal         | 5  | 2   | 2   | 1   | 9  | 7  | +2  | 8   |
| 8                                   | Mexico           | 5  | 2   | 1   | 2   | 4  | 4  | 0   | 7   |
| Uitgeschakeld in de achtste finales |                  |    |     |     |     |    |    |     |     |
| 9                                   | Frankrijk        | 4  | 3   | 0   | 1   | 10 | 2  | +8  | 9   |
| 10                                  | Zuid-Korea       | 4  | 2   | 0   | 2   | 6  | 5  | +1  | 6   |
| 11                                  | Senegal          | 4  | 1   | 1   | 2   | 2  | 2  | 0   | 4   |
| 12                                  | Costa Rica       | 4  | 1   | 1   | 2   | 3  | 4  | −1  | 4   |
| 13                                  | Duitsland        | 4  | 1   | 1   | 2   | 6  | 8  | −2  | 4   |
| 14                                  | Japan            | 4  | 1   | 1   | 2   | 4  | 6  | −2  | 4   |
| 15                                  | Saoedi-Arabië    | 4  | 1   | 1   | 2   | 3  | 5  | −2  | 4   |
| 16                                  | Nieuw-Zeeland    | 4  | 1   | 1   | 2   | 3  | 9  | −6  | 4   |
| Uitgeschakeld in de groepsfase      |                  |    |     |     |     |    |    |     |     |
| 17                                  | Argentinië       | 3  | 1   | 0   | 2   | 6  | 5  | +1  | 3   |
| 18                                  | Iran             | 3  | 1   | 0   | 2   | 4  | 6  | −2  | 3   |
| 19                                  | Honduras         | 3  | 1   | 0   | 2   | 3  | 6  | −3  | 3   |
| 20                                  | Ecuador          | 3  | 0   | 2   | 1   | 4  | 5  | −1  | 2   |
| 21                                  | Zuid-Afrika      | 3  | 0   | 1   | 2   | 1  | 4  | −3  | 1   |
| 22                                  | Vietnam          | 3  | 0   | 1   | 2   | 0  | 6  | −6  | 1   |
| 23                                  | Guinee           | 3  | 0   | 1   | 2   | 1  | 9  | −8  | 1   |
| 24                                  | Vanuatu          | 3  | 0   | 0   | 3   | 4  | 13 | −9  | 0   |

Tunesië 1977 · Japan 1979 · Australië 1981 · Mexico 1983 · Sovjet-Unie 1985 · Chili 1987 · Saoedi-Arabië 1989 · Portugal 1991 · Australië 1993 · Qatar 1995 · Maleisië 1997 · Nigeria 1999 · Argentinië 2001 · Verenigde Arabische Emiraten 2003 · Nederland 2005 · Canada 2007 · Egypte 2009 · Colombia 2011 · Turkije 2013 · Nieuw-Zeeland 2015 · Zuid-Korea 2017 · Polen 2019 · Argentinië 2023
Jeugd-WK's mannen: Onder 17

Jeugd-WK's vrouwen: Onder 17 · Onder 20